# Army of Me: Remixes and Covers
Army of Me: Remixes and Covers är ett remixalbum av Björk som släpptes i maj 2005.
Med anledning av tsunamikatastrofen 2004 som krävde runt 120 000 människors liv och förstörde cirka 5 miljoner människors hem, bad Björk artister skicka in remixer och covrar av hennes låt Army of Me från skivan Post (1995). Runt 600 låtar kom in från kända och okända artister. Björk valde ut 20 låtar som fick vara med på skivan.
Intäkterna från skivan går till Unicef.
Två av låtarna på skivan är gjorda av svenska artister:
- Låt nummer 3 är ett samarbete mellan 50hertz, Häxor & Porr och Slagsmålsklubben.
- Låt nummer 20 är gjord av Tor Bruce, en electroartist som innan sin medverkan på skivan var så gott som okänd.

## Låtlista
1. Interzone - Army of Me
2. Grisbi – Army Of Me
3. 50hertz feat. Häxor & Porr, Slagsmålsklubben – Army Of Djur
4. The Messengers Of God – Army Of Me
5. Dr Syntax’N’CB Turbo v Rivethead – Army Of Me
6. Dr Gunni – Army Of Me
7. Martin White – Army Of Me (Accordion Mix)
8. Hemp – Army Of Me
9. Lunamoth – Army Of Me
10. Beats Beyond – Army Of Me (Bersarinplatz Mix)
11. Peter Baker – Army Of Me (Baker Mix)
12. Random – Army Of Me
13. Atoi – Army Of Me
14. R Luvbeats – Army Of Me (The Liquid Riot Mix)
15. Alfredo Lietor – Army Of Me (Pink Battle Mash Up)
16. Patrick Wolf – Army Of Me (Army Of Klaus Remix)
17. Neetoo – Army Of Me (Undancing Remix)
18. Liliom – A(r)mour
19. Mikhail Karikis – Once More (in CoF Minor)
20. Tor Bruce – Army Of Me